# Alsodes gargola
Alsodes gargola Gallardo, 1970 è una specie di anfibi anuri appartenente alla famiglia Alsodidae.

## Descrizione
Medio-grande, fino a 70 mm, in particolare i maschi, molto robusti. Schiena verrucosa con toni verdognoli o marroni con macchie scure. Pancia biancastra. Zampe molto sviluppate nei maschi adulti. Nella stagione di accoppiamento, i maschi hanno due piastre pettorali spinose nere. Le membrane interdigitali ben sviluppate e l'assenza di sopracciglia la distinguono da Alsodes monticola.

## Biologia
È una rana semi-acquatica che vive nei laghi e nei torrenti alpini. Sverna per 8 mesi e i girini svernano sotto il ghiaccio e la neve. Ha un numero relativamente piccolo di uova e uno sviluppo molto lungo delle larve, fino a 4 anni, con 4 inverni passati come larva, carattere peculiare all'interno degli anuri.

## Distribuzione e habitat
È una specie considerata endemica del nord-ovest della Patagonia argentina, presente nella Provincia di Rio Negro (diverse località del Parco Nazionale Nahuel Huapi), nella Provincia di Neuquén (pianure di Lonco Luan e dintorni) e nella Provincia di Chubut (Parco nazionale di Los Alerces e Parco nazionale di Lago Puelo), a un'altitudine che varia da 200 a 2.000 m s.l.m.
È stata segnalata anche a Futaleufú, Cile.

## Tassonomia
In un primo momento sono state proposte due sottospecie A. gargola gargola e A. gargola neuquensis. Blotto et al., nel 2013, hanno effettuato un ampio studio molecolare sulle relazioni filogenetiche tra i generi Alsodes e Eupsophus. In base ad esso la sottospecie neuquensis va elevata a specie e l'esemplare di A. australis raccolto a Futaleufú, in Cile, va assegnato a A. gargola.